# Фестиваль Рифкина
«Фестиваль Рифкина» (англ. Rifkin’s Festival) — комедийный фильм 2020 года режиссёра Вуди Аллена совместного производства США, Италии и Испании. Главные роли в ленте исполнили Уоллес Шон, Джина Гершон и Луи Гаррель. Премьера состоялась на кинофестивале в Сан-Себастьяне (где и происходит действие фильма) 18 сентября 2020 года. В прокат картина вышла в конце 2020 года. Была невысоко оценена критиками из-за вторичности сюжета.

## Сюжет
Главный герой фильма — пожилой кинокритик из Нью-Йорка Морт Рифкин. Он отправляется на кинофестиваль в испанский Сан-Себастьян вместе с женой, которая намного моложе. Рифкин ревнует супругу к французскому режиссёру, чей фильм претендует на главный приз, а сам в это время увлечён одной местной жительницей — врачом, к которой пришёл на приём из-за своей ипохондрии. В фильме много эпизодов, представляющих собой фантазии Морта, связанные со смертью и с классическим кинематографом. Фактически это пародии на ряд общеизвестных шедевров («Гражданин Кейн», фильмы Ингмара Бергмана, Франсуа Трюффо, Жана-Люка Годара и др.), снятые на чёрно-белую плёнку.

## В ролях
- Уоллес Шон — Морт Рифкин
- Джина Гершон — Сью
- Луи Гаррель — Филипп
- Елена Анайя — доктор Джоанна «Джо» Рохас
- Серхи Лопес — Пако
- Кристоф Вальц — Смерть
- Стив Гуттенберг — Джейк
- Ричард Кайнд — отец Морта
- Натали Поса — мать Морта

## Создание и релиз
В феврале 2019 года стало известно, что Вуди Аллен в качестве режиссёра и сценариста начал работу над новым фильмом, который продюсирует Хауме Роурес (через компанию Mediapro). К июню 2019 года был сформирован актёрский коллектив: в него вошли Джина Гершон, Кристоф Вальц, Елена Анайя, Луи Гаррель, Серхи Лопес, Уоллес Шон. В июле роль в фильме получил Ричард Кайнд.
Съёмки начались 10 июля 2019 года в испанском Сан-Себастьяне и закончились 16 августа того же года, на неделю раньше намеченного срока. Часть фильма снята в цвете, часть — в черно-белой гамме. Съемки проходили именно там, где в действительности ежегодно проводится кинофестиваль — во Дворце конгрессов «Курсааль» и в кинотеатре «Виктория». При этом логотип фестиваля был несколько видоизменён, а все постеры создателям фильма пришлось придумывать.
10 сентября 2020 года в официальном аккаунте Вуди Аллена на YouTube был опубликован оригинальный трейлер фильма
. Его локализованная версия появилась в сети 5 октября. Премьера состоялась 18 сентября 2020 года на кинофестивале в Сан-Себастьяне. 2 октября «Фестиваль Рифкина» вышел в испанский театральный прокат. Релиз в Италии был отложен из-за пандемии ковида с 5 ноября 2020 года до 6 мая 2021 года, а в американских кинотеатрах и на стриминговых сервисах фильм появился 28 января 2022 года.

## Оценки
На сайте-агрегаторе отзывов Rotten Tomatoes рейтинг «Фестиваля Рифкина» составил 41 % со средней оценкой 5,2 из 10. Рецензенты с этого ресурса признают, что Вуди Аллен в этом фильме «решил вернуться на хорошо изученную территорию». На сайте Metacritic картина получила 44 балла из 100, что указывает на «смешанные или средние отзывы».
В целом критики невысоко оценили «Фестиваль Рифкина» из-за вторичности его сюжета. Джонатан Ромни из The Observer поставил фильму три звезды из пяти. Джессика Кианг из New York Times написала: «С облегчением сообщаю, что „Фестиваль Рифкина“ для прожорливого зрителя подобен неожиданному обнаружению заначки с десертом: не очень сытный и не питательный, но достаточно сладкий, чтобы напомнить о хороших временах». Гай Лодж из Variety охарактеризовал картину как «последнюю в длинной череде ничем не примечательных безделушек, которые могли бы описываться как не требующие усилий». Калим Афтаб из IndieWire поставил фильму «тройку», признав, что, «как и во многих недавних фильмах Аллена, в нём достаточно легко угадать намерения на ранней стадии». 
Чак Боуэн из журнала Slant Magazin поставил «Фестивалю» одну звезду из четырех со словами: «После десятилетий культовой карьеры Вуди Аллен по-прежнему зациклен на подражателях артистам-интеллектуалам, одержимых борьбой с бессмысленностью жизни и заводящих романы с гораздо более молодыми женщинами… Этот сюжет стал популярным примерно 40 лет назад, но, по крайней мере, он казался Аллену личным в его молодые годы, когда он был полон решимости объединить экзистенциальную агонию фильмов, снятых его героями, со своим собственным задиристым, дерзким духом стендапа. Теперь Аллен, похоже, снимает на пленку все, что вылетает из его пишущей машинки, создавая копию копии копии прошлых хитов, материал настолько анахроничный и надуманный, что кажется более похожим на ритуал, чем на искусство».